# Тега (Бузау)
Тега (рум. Tega) насеље је у Румунији у округу Бузау у општини Панатау. Oпштина се налази на надморској висини од 333 m.

## Становништво
Према подацима из 2002. године у насељу је живело 316 становника, од којих су сви румунске националности.